# Djedje Maximin Djawa
Djedje Maximin Djawa (* 15. Dezember 1993), auch unter dem Namen Djawa Maximum bekannt, ist ein ivorischer Fußballspieler.

## Karriere
Djawa spielte bis Ende 2013 in Thailand beim BEC Tero Sasana FC. Wo er vorher gespielt hat, ist unbekannt. Der Verein aus der Hauptstadt Bangkok spielte in der ersten Liga, der Thai Premier League. 2014 ging er nach Myanmar. Hier schloss er sich dem Erstligisten Yadanarbon FC an. Mit dem Klub aus Mandalay spielte er in der ersten Liga, der Myanmar National League. Mit Yadanarbon feierte er 2014 die myanmarische Meisterschaft, 2015 wurde er Vizemeister. Wo er 2016 gespielt hat, ist unbekannt. 2017 unterschrieb er einen Einjahresvertrag beim Ligakonkurrenten Shan United in Taunggyi. Mit Shan feierte er 2017 die Meisterschaft und stand im Finale des General Aung San Shield. Hier besiegte man Yangon United mit 2:1. Für den Verein absolvierte er 15 Erstligaspiele. Wo er von 2018 bis Mai 2019 gespielt hat, ist unbekannt. Im Mai 2019 wurde er von seinem ehemaligen Verein Shan United wieder unter Vertrag genommen. Mit Shan feierte er 2019 und 2020 die myanmarische Meisterschaft. Das Spiel um den MFF Charity Cup gewann man gegen Yangon United mit 2:1.

## Erfolge
Yadanarbon FC
- Myanmar National League: 2014

Shan United
- Myanmar National League: 2017, 2019, 2020
- General Aung San Shield: 2017
- MFF Charity Cup: 2020